# گمینا بیاووشلیویه
گمینا بیاووشلیویه (به لهستانی:  Gmina Białośliwie) یک گمینا در لهستان است که در شهرستان پیوا واقع شده‌است. گمینا بیاووشلیویه ۷۵٫۶۸ کیلومتر مربع مساحت و ۴٬۸۴۷ نفر جمعیت دارد.